# Megastigmus distylii
Megastigmus distylii är en stekelart som beskrevs av Kamijo 1979. Megastigmus distylii ingår i släktet Megastigmus och familjen gallglanssteklar. Inga underarter finns listade i Catalogue of Life.